# Lee Rocker
Lee Rocker (* jako Leon Drucker, 3. srpna 1961, Massapequa, New York, USA) je americký rockabilly kontrabasista. Rocker a jeho žena Deborah mají dvě děti a bydlí v Kalifornii. Je členem skupiny Stray Cats.